# A túlélő (film, 2015)
A túlélő (eredeti cím: Survivor) 2015-ben bemutatott brit-amerikai akciófilm, kém-thriller, melynek rendezője James McTeigue, forgatókönyvírója Philip Shelby. A főbb szerepkben Milla Jovovich, Pierce Brosnan, Robert Forster, Angela Bassett, Roger Rees, Antonia Thomas, James DʼArcy, Frances de la Tour, Genevieve O’Reilly és Dylan McDermott látható.
Az Egyesült Királyságban 2015. június 5-én mutatták be a mozikban. Az Amerikai Egyesült Államokban 2015. június 23-án jelent meg. Magyarországon a szinkronizált változat DVD-n került forgalomba.

## Cselekmény
Johnny Talbot (Paddy Wallace), az Afganisztánban szolgáló amerikai katona terroristák fogságába esik és szemtanúja lesz bajtársa, Ray (Parker Sawyers) kivégzésének.
Kate Abbott (Milla Jovovich) a londoni amerikai nagykövetségen dolgozó diplomáciai biztonsági szolgálat ügynöke. Azután kezdett el a kormánynál dolgozni, hogy legtöbb barátját megölték a 2001. szeptember 11-ei terrortámadások során. Miközben új, szigorúbb szabályokat vezetnek be a potenciális terroristagyanús személyek vízumkérelmére, csapatának nagy részét megölik, miközben egy étteremben ünneplik felettesük, Bill Talbot (Robert Forster) születésnapját. Kate-et Bill Johnny apja, és Johnny meggyilkolásával fenyegetőzve zsarolják. Az ünnepségről azért késik, mert visszamegy az íróasztalához, hogy törölje az Egyesült Államokba belépő terroristák számára általa jóváhagyott vízumok nyilvántartását. Kate túléli a robbanást, amikor kicsit előbb elhagyja az éttermet, hogy az utolsó pillanatban ajándékot vegyen Billnek.
Kate-et egy férfi le akarja lőni hangtompítós fegyverrel, de sikerül elmenekülnie.
A támadás utáni nyomozás során kiderül, hogy a bombában króm nyomai vannak. Ez a követségen dolgozó felettesét, Sam Parkert (Dylan McDermott) arra engedi következtetni, hogy az elkövető az „Órás” (Pierce Brosnan) néven ismert, a világ egyik legkeresettebb, precíziós munkájáról ismert gyilkosa lehet. Ő két évvel korábban Párizsban robbantott fel egy hasonló nyomokat tartalmazó bombát. Senki sem ismeri az Órás kinézetét, mivel az évek során rengeteg plasztikai műtéten esett át.
Kate későbbi próbálkozásai során, hogy kiderítse a robbanás okát, kiderül, Billt megzsarolták, hogy Johnny elfogása után átengedjen bizonyos vízumkérelmezőket, és a támadás mögött álló férfi valóban az Órás volt. Erőfeszítései során lelepleződik egy újabb bomba felrobbantásának terve a New York-i Times Square-en, a szilveszteri ünnepségek idején.
Miközben saját nyomozását végzi, Bill megtámadja és Kate önvédelemből akaratlanul végez a férfival. Később a szemtanúk és a felvételek alapján a követségen dolgozó emberek, sőt még a brit tévécsatorna is gyanúsítottnak nevezi Kate-et. Kénytelen visszalopakodni a követségre, hogy hamis útlevelet készítsen magának, Sam és barátnője, Sally (Frances de la Tour) támogatásával - egyedül ők ketten hisznek Kate ártatlanságában.
Eközben az Órás egy Steyr HS .50 kaliberű mesterlövészpuskával gyújtólövedéket lő ki egy robbanógázzal töltött gömbre az üresen álló Tower Hamlets-i háztömb tetején. Az épület megsemmisül. Később az Órás elárulja, tisztában van azzal, hogy ügyfele a Times Square-i támadással nem terrorista, hanem pénzügyi célt szolgál. A tőzsde ellen akar fogadni és milliókat keresni, amikor a tőzsde újra kinyit. Az Órás a profit felét követeli, és azzal fenyegetőzik, lemondja a támadást, ezért az ügyfél beleegyezik a feltételbe.
Az Órás New Yorkba utazik. Dr. Emil Balant személyes bosszú motiválja: felesége korábban meghalt, amikor az amerikai vízumát késve kapta meg, és nem részesülhetett időben sürgősségi orvosi ellátásban. New Yorkban ő koordinálja a szilveszteri gömb robbanó gázzal való megtöltését. Az Órás feladata, hogy kilője a gömböt és ezzel meggyújtsa a gázt. Balan a Times Square-től néhány háztömbnyire, egy magas épület tetején találkozik az Órással. Az Órás megöli Balant, megakadályozva, hogy később kapcsolatba hozhassák a doktorral. Kate rájön az összeesküvésre és megtalálja az Órást, akit pillanatok választanak el a bomba detonálásától. Némi küzdelem után  lelöki az Órást az épület egyik oldaláról. A férfi épp éjfélkor veszti életét a zuhanást követően.
Kate Balan iránti gyanúja beigazolódik, és a neve tisztázódik. Telefonhívást kap a nemrég szerzett sérüléseiből felépült Samtől, aki gratulál neki.

## Szereplők
| Szerep                           | Színész            | Magyar hang     |
| -------------------------------- | ------------------ | --------------- |
| Katherine "Kate" Abbott ügynök   | Milla Jovovich     | Détár Enikő     |
| Nash / az „Órás”, bérgyilkos     | Pierce Brosnan     | Kautzky Armand  |
| Maureen Crane amerikai nagykövet | Angela Bassett     | Román Judit     |
| Sam Parker különleges ügynök     | Dylan McDermott    | László Zsolt    |
| Sally                            | Frances de la Tour |                 |
| Bill Talbot                      | Robert Forster     | Törköly Levente |
| Dr. Emil Balan                   | Roger Rees         | Rosta Sándor    |
| Pavlou, üzletember               | Benno Fürmann      | Kárpáti Levente |
| Paul Anderson felügyelő          | James DʼArcy       | Király Adrián   |
| Lisa Carr, fényképész            | Genevieve OʼReilly |                 |
| Robert Purvell                   | Regé-Jean Page     |                 |
| Naomi Rosenbaum                  | Antonia Thomas     |                 |
| Joyce Su                         | Jing Lusi          |                 |
| Alvin Murdock                    | Sean Teale         |                 |
| Helen                            | Sonya Cassidy      |                 |

## A film készítése
A forgatás 2014. január 20-án kezdődött Londonban. Öt hétig Londonban zajlott, majd három hétre a bulgáriai Szófiában folytatták. Emma Thompson eredetileg a szereplőgárda tagja volt és a film promóciós anyagában is feltűnt, de az utolsó pillanatban visszalépett.

## Bemutató
Az Alchemy 2015. március 20-án szerezte meg a film amerikai forgalmazási jogait. A filmet az Amerikai Egyesült Államokban 2015. május 29-én korlátozott kiadásban és Video on Demand platformon keresztül adták ki. A Lionsgate 2015. június 5-én mutatta be a filmet az Egyesült Királyságban.
A túlélő 2015. június 23-án jelent meg DVD-n és Blu-rayen az Egyesült Államokban, Kanadában és más országokban pedig 2015. július 7-én.

## Fordítás
- Ez a szócikk részben vagy egészben  a   Survivor (film) című angol Wikipédia-szócikk fordításán alapul.  Az eredeti cikk szerkesztőit annak laptörténete sorolja fel. Ez a jelzés csupán a megfogalmazás eredetét és a szerzői jogokat jelzi, nem szolgál a cikkben szereplő információk forrásmegjelöléseként.